# Polarzerlegung
Polarzerlegung ist ein Begriff aus der linearen Algebra und Funktionalanalysis, beides Teilgebiete der Mathematik. Er bezieht sich auf eine spezielle Zerlegung in ein Produkt von Matrizen mit reellen oder komplexen Einträgen, und in Verallgemeinerung von linearen Operatoren auf einem Hilbert-Raum. Die Polarzerlegung von Matrizen und Operatoren verallgemeinert die Polarzerlegung einer nichtverschwindenden komplexen Zahl {\displaystyle z} in das Produkt ihres Betrags {\displaystyle r=|z|} und einer Zahl {\displaystyle e^{i\varphi }} auf dem komplexen Einheitskreis, mit dem Argument {\displaystyle \varphi } von {\displaystyle z}, also {\displaystyle z=r\cdot e^{i\varphi }}.

## Polarzerlegung reeller oder komplexer Matrizen
Ist {\displaystyle A} eine quadratische Matrix, so bezeichnet man als (rechte) Polarzerlegung eine Faktorisierung
{\displaystyle A=U\,P},
wobei
- im reellen Fall {\displaystyle U} eine orthogonale und {\displaystyle P} eine positiv semidefinite symmetrische Matrix ist und
- im komplexen Fall {\displaystyle U} eine unitäre und {\displaystyle P} eine positiv semidefinite hermitesche Matrix ist.

Ist {\displaystyle A} invertierbar, so ist die Zerlegung eindeutig, {\displaystyle P} positiv definit und {\displaystyle U} bzw. {\displaystyle -U} sind die orthogonalen bzw. unitären Matrizen mit dem geringsten bzw. größten Abstand zu {\displaystyle A}.

### Berechnung der Polarzerlegung
Die reellen Methoden sind ein Spezialfall der komplexen, wobei die adjungierte Matrix {\displaystyle X^{\ast }} dann gleich der transponierten Matrix {\displaystyle X^{T}} ist.

#### Über die Singulärwertzerlegung
Mit der Singulärwertzerlegung
{\displaystyle A=V\,\Sigma \,W^{*}}
kann man die Polarzerlegung als
{\displaystyle U=V\,W^{*}} und {\displaystyle P=W\,\Sigma \,W^{*}}
bestimmen.

#### Als iterative Bestimmung des symmetrischen Faktors
Die Matrix {\displaystyle P} kann als die eindeutig bestimmte positiv semidefinite Quadratwurzel von
{\displaystyle B=A^{\ast }\,A=PU^{*}UP=P^{2}}
bestimmt werden. Dazu kann das Heronsche Wurzelverfahren verallgemeinert werden zu
{\displaystyle P_{0}=I} und {\displaystyle P_{k+1}={\tfrac {1}{2}}(P_{k}+P_{k}^{-1}B)}.
Ist {\displaystyle A} invertierbar, so konvergiert das Verfahren mit Grenzwert {\displaystyle P} und {\displaystyle U=A\,P^{-1}}.

#### Als iterative Bestimmung des orthogonalen Faktors
Ein anderes aus dem Heronschen Wurzelziehen abgeleitetes Verfahren bestimmt den unitären Faktor {\displaystyle U} als Grenzwert der Rekursion
{\displaystyle U_{0}=A} und {\displaystyle U_{k+1}={\tfrac {1}{2}}(U_{k}+(U_{k}^{*})^{-1})}.
Diese ist lokal quadratisch konvergent. Zur Beschleunigung der globalen Konvergenz, insbesondere falls alle Singulärwerte von {\displaystyle A} sehr groß oder alle sehr klein sind, reskaliert man die Iteration zu
{\displaystyle U_{k+1}={\tfrac {1}{2}}(\gamma _{k}U_{k}+(\gamma _{k}U_{k}^{*})^{-1})},
wobei {\displaystyle \gamma _{k}^{-1}} nahe dem geometrischen Zentrum der Singulärwerte von {\displaystyle U_{k}} liegen sollte und durch Kombinationen verschiedener Matrixnormen von {\displaystyle U_{k}} und deren Inverser geschätzt werden kann. Vorgeschlagen wurden unter anderem die Faktoren
{\displaystyle \gamma _{k}={\sqrt[{4\;}]{\frac {\|U_{k}^{-1}\|_{1}\,\|U_{k}^{-1}\|_{\infty }}{\|U_{k}\|_{1}\,\|U_{k}\|_{\infty }}}}}
mit den Zeilen- und Spaltensummennormen sowie
{\displaystyle \gamma _{k}={\sqrt {\frac {\|U_{k}^{-1}\|_{F}}{\|U_{k}\|_{F}}}}}
mit der Frobeniusnorm.

## Polarzerlegung von Operatoren
Eine (linke bzw. rechte) Polarzerlegung eines stetigen linearen Operators {\displaystyle A} auf einem Hilbertraum, das heißt {\displaystyle A\in {\mathcal {L}}(H)}, ist
eine der folgenden multiplikativen Zerlegungen:
{\displaystyle A=U{\sqrt {A^{*}A}}={\sqrt {AA^{*}}}\,U}.
Hier sind {\displaystyle {\sqrt {A^{*}A}}} und {\displaystyle {\sqrt {AA^{*}}}} positive Operatoren, die mittels des stetigen Funktionalkalküls gebildet werden,
und {\displaystyle U\in {\mathcal {L}}(H)} ist eine partielle Isometrie, das heißt
{\displaystyle U^{*}UU^{*}U=U^{*}U}. Zu jedem stetigen linearen Operator auf einem Hilbertraum existiert eine solche Polarzerlegung. Statt {\displaystyle {\sqrt {A^{*}A}}} schreibt man auch {\displaystyle \left|A\right|}. Wenn {\displaystyle A} invertierbar ist, so auch {\displaystyle |A|} und {\displaystyle U} ist unitär.

## Anwendungsbeispiel
In der Kontinuumsmechanik findet die „polare Zerlegung“ des Deformationsgradienten eine Anwendung in der Beschreibung von Deformationen und den daraus definierten Verzerrungstensoren.